# Лорка (город)
Ло́рка (исп. Lorca) — город на юго-востоке Испании, в области и провинции Мурсия. Муниципалитет находится в составе района (комарки) Альто-Гвадалентин. Расположен на реке Сангонера. Занимает площадь 1 675 км². Население —  94 404 человек (на 2019 год).
Покровителями города считаются апостол от семидесяти Климент I Римский и Богоматерь из Уэрты.

## История
Территория вокруг Лорки была населена ещё во времена иберов в бронзовом веке (см. Эль-аргарская культура). Город назывался Ilurco (Ilukro) во времена Древнего Рима, арабы называли его Лурка. Старая часть города была построена во времена правления арабов в Испании.
Во времена Реконкисты Лорка был пограничным городом между испанским Кастильским королевством и арабским Гранадским эмиратом. В 1243 году был взят принцем Альфонсо (будущий король Альфонсо X Мудрый) и превращён в крепость.
Центральная часть города сильно пострадала во время землетрясения магнитудой 5,2 балла, произошедшего 11 мая 2011 года: обрушилась колокольня средневековой церкви, а также ряд других старинных зданий. Жертвами бедствия стали как минимум десять человек.

## Достопримечательности
Старая часть города окружена остатками средневековой арабской крепости.
В XVIII веке в Лорке были построены несколько церквей в стиле барокко, например, церкви Святого Иакова и Святого Франциска. Церкви и дома знати в центре города были реконструированы и являются историческими памятниками. С XIX века и по сей день в Страстную неделю ежегодно проводятся религиозные шествия.
Церковь Santa María la Real de las Huertas, построенная, предположительно, на том же месте, где король Альфонс разбил свой первый лагерь перед взятием Лорки.
После принятия решения о перестройке средневековой крепости в государственную гостиницу (Parador Nacional) на близлежащей территории были начаты строительные работы, в результате чего были обнаружены остатки синагоги и еврейского гетто около крепости. Несмотря на протесты археологов, работы были продолжены.

## Экономика
Главные отрасли экономики: сельское хозяйство, в том числе свиноводство, производство шерстяных, швейных, кожаных, керамических изделий, пищевая промышленность. Ландшафт вокруг Лорки преимущественно полупустынный и степной, вследствие чего при выращивании сельскохозяйственных культур со времён средневековья применяется орошение. Проводятся сельскохозяйственные ярмарки. В последнее время население города увеличивается за счёт прибытия крестьян из Эквадора и Марокко.
Недалеко от города добывают серу и железную руду.